# Fokker C.X
Die Fokker D.X war ein niederländisches militärisches Mehrzweckflugzeug der 1930er Jahre.

## Entwicklung
Die C.X wurde ab 1933 als Nachfolger der erfolgreichen C.V aus den 1920er Jahren entworfen. Ihre Auslegung entsprach im Großen und Ganzen ihrem Vorgänger und unterschied sich in der Hauptsache durch ein stärkeres Triebwerk und eine aufgesetzte, halboffene Kabinenhaube. Wie schon bei der C.V praktiziert sah das Konzept die Verwendung verschiedenster Antriebe unterschiedlicher Bauart mit einem Leistungsbereich von 500 bis etwa 900 PS vor. Der Prototyp flog 1934 erstmals und war mit einem Hispano-Suiza-Motor ausgestattet. Die internationale Präsentation fand im gleichen Jahr auf dem Pariser Aérosalon statt, die Produktionsvorbereitungen erfolgten 1935. Ein erster Auftrag über zehn Flugzeuge wurde von den niederländisch-indischen Kolonialtruppen erteilt, die ab 1937 ausgeliefert wurden. Auch die Koninklijke Luchtmacht des Mutterlandes gab eine Bestellung über 20 C.X auf.
Finnland übernahm 1936 vier mit Bristol-Pegasus-XXI-Sternmotoren ausgerüstete Exemplare als C.X Srs und produzierte 1936/1937 30 weitere in Lizenz. 1942 wurde nochmals eine kleine Serie von fünf Stück aufgelegt. Die Fokker-Werke stellten insgesamt 36 C.X her. Der Typ erreichte bei Weitem nicht die hohen Stückzahlen der C.V, die in den 1930er Jahren noch vielfach bei den verschiedenen Luftstreitkräften eingesetzt wurde und das Einsatzspektrum der C.X noch erfolgreich abdecken konnte. Eine Schwimmerausführung C.X-W soll 1935 existiert haben.

## Einsatz

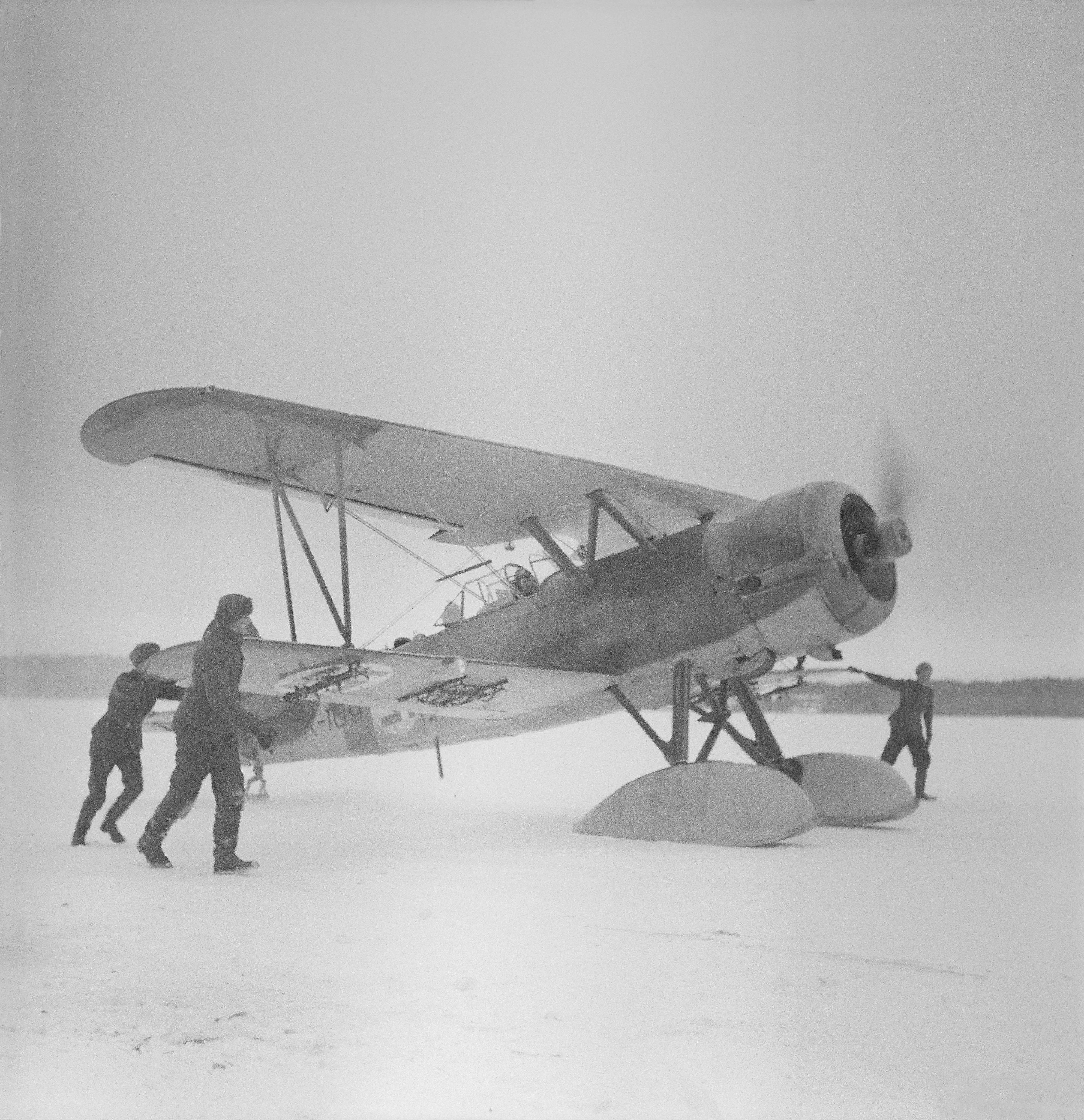
Finnische C.X mit Skifahrwerk, 1942

Beim deutschen Überfall auf die Niederlande am 10. Mai 1940 standen noch 13 C.X bei der StratVerVA (Strategische Verkennings Vliegtuig Afdeling, Fernfliegerstaffel) in Bergen im aktiven Dienst, zehn davon einsatzbereit. Weiterhin verfügte nur noch die Fliegerschule (Vliegschool voor voortgezette vlieopleiding) in Haamstede über drei Flugzeuge, von denen allerdings keines Klarstand besaß. Eine auf dem  Flugplatz Waalhaven befindliche C.X wurde bei einem Luftangriff am Tag des Überfalls zerstört. Die zehn verfügbaren Flugzeuge wurden mangels Alternativen als Frontbomber eingesetzt. Drei mit jeweils acht 50-kg-Bomben beladene C.X griffen am Vormittag des 10. Mai vorrückende Bodentruppen bei Valkenburg an, fünf C.X wurden in Richtung Waalhaven fliegend von Bf 109 angegriffen und verloren zwei Flugzeuge. Vier der unbeschädigten C.X flogen nach der Rückkehr zum Stützpunkt Bergen noch am selben Tag einen weiteren Bombenangriff gegen die Brücke von Moerdijk. An den folgenden Tagen wurden weitere Angriffe durchgeführt, bei denen keine C.X verlorenging. Am Ende der Kämpfe konnten noch zwei Flugzeuge nach Frankreich überflogen werden, deren Besatzungen später nach England evakuiert wurden.
Die von Finnland betriebenen C.X kamen im Winterkrieg von 1939/1940 als Aufklärer und leichte Bomber zum Einsatz. Bei Beginn der Kampfhandlungen befanden sich 29 Flugzeuge im Bestand der Streitkräfte, zwölf bei der Fliegergruppe 10 (LLv 10) in Lappeenranta, 13 bei der LLv 12 in Suur-Merijoki/Viipuri und vier zusammen mit sieben C.V-E bei der LLv 14 in Laikko/Rautjärvi. Im Kriegsverlauf gingen sieben C.X verloren. Auch im Fortsetzungskrieg wurde der mittlerweile veraltete Typ eingesetzt, hauptsächlich im rückwärtigen Gebiet. Drei C.X dienten bei der LLv 12 im Landesmittelteil, fünf bei der LLv 16 im Bereich des Ladogasees und drei im Norden bei der LLv 14.

## Aufbau
Die C.X war ein einstieliger, verspannter Doppeldecker in Gemischtbauweise. Der Rumpf bestand aus einem geschweißten Stahlrohrgerüst und war im Bereich des Triebwerks und auf der Oberseite mit Elektronblechen beplankt und im übrigen Bereich mit Stoff bespannt. Die Kabine war bis in Höhe des Beobachterstandes mit einer Kanzel abgedeckt, deren Hinterteil verschieb- und – wie manchmal im Einsatz praktiziert – leicht abnehmbar war. Das Tragwerk bildeten der einteilige, durchgehende Ober- und der zweiteilige Unterflügel, beide aus einem zweiholmigen Holzgerüst bestehend und teils mit Sperrholz beplankt, teils mit Stoff bespannt. Die obere Tragfläche verfügte über Querruder. Die C.X hatte eine freistehende, am Boden verstellbare Seitenflosse mit Trimmklappe und eine am Rumpf mit I-Stielen abgestützte Höhenflosse, die im Flug verstellt werden konnte. Alle Ruder waren ausgeglichen. Das gesamte Leitwerk bestand aus einem Stahlrohrgerüst mit Stoffbespannung. Die Haupträder des starren Fahrwerks waren durch Gummi-Öl-Stoßdämpfer gefedert und mit Radbremsen bestückt, das Spornrad war steuerbar. Die Seeausführung C.X-W hatte zwei einstufige Schwimmer aus Duraluminium, die in mehrere wasserdichte Abteilungen gegliedert waren.

## Nutzer
FinnlandIlmavoimat
 NiederlandeKoninklijke Luchtmacht

## Technische Daten
| Kenngröße             | Daten (mit Hispano-Suiza)                                                                                               | Daten (mit Rolls-Royce)                                                                                                 | Daten (mit Lorraine) | Daten (mit Gnome-Rhône)                                                                                                 | Daten (C.X-W) |
| --------------------- | --- | --- | --- | --- | --- |
| Besatzung             | 2 | 2 | 2 | 2 | 2 |
| Spannweite            | 12 m | 12 m | 12 m | 12 m | 12 m |
| Länge                 | 8,8 m | 8,8 m | 8,8 m | 8,3 m | 9,8 m |
| Flügelfläche          | 31,7 m² | 31,7 m² | 31,7 m² | 31,7 m² | 31,7 m² |
| Flächenbelastung      | 72,5 kg/m² | 69,1 kg/m² | 69,1 kg/m² | 72,5 kg/m² | 69,1 kg/m² |
| Leistungsbelastung    | 2,7 kg/PS | 3,4 kg/PS | 2,7 kg/PS | 2,6 kg/PS | 3 kg/PS |
| Flächenleistung       | 27,1 PS m² | 20,5 PS/m² | 25,7 PS/m² | 29,3 PS/m² | 22,8 PS/m² |
| Rüstmasse             | 1500 kg | 1375 kg | 1475 kg | 1500 kg | 1575 kg |
| Startmasse            | 2300 kg | 2200 kg | 2200 kg | 2300 kg | 2200 kg |
| Antrieb               | ein wassergekühlter Zwölfzylinder-V-Motor                                                                               | ein wassergekühlter Zwölfzylinder-V-Motor                                                                               | ein wassergekühlter Zwölfzylinder-V-Motor                                                                               | ein luftgekühlter 14-Zylinder Sternmotor                                                                                | ein luftgekühlter Neunzylinder-Sternmotor                                                                               |
| Typ                   | Hispano-Suiza 12 Ybrs                                                                                                   | Rolls-Royce Kestrel IV                                                                                                  | Lorraine Pétrel | Gnome-Rhône 14 Krsf | Wright Cyclone SR-1820 F-2                                                                                              |
| Leistung              | 860 PS (633 kW) in 4000 m Höhe                                                                                          | 650 PS (478 kW) in 4250 m Höhe                                                                                          | 815 PS (599 kW) in 3500 m Höhe                                                                                          | 930 PS (684 kW) in 4670 m Höhe                                                                                          | 730 PS (537 kW) in 1250 m Höhe                                                                                          |
| Kraftstoffvolumen     | 400 l | 400 l | 400 l | 400 l | 400 l |
| Höchstgeschwindigkeit | 309 km/h in 1000 m Höhe 338 km/h in 3000 m Höhe 344 km/h in 5000 m Höhe                                                 | 285 km/h in 1000 m Höhe 312 km/h in 3000 m Höhe 324 km/h in 5000 m Höhe                                                 | 295 km/h in 1000 m Höhe 325 km/h in 3000 m Höhe 320 km/h in 5000 m Höhe                                                 | 306 km/h in 1000 m Höhe 335 km/h in 3000 m Höhe 355 in 5000 m Höhe                                                      | 285 km/h in 1250 m Höhe                                                                                                 |
| Marschgeschwindigkeit | 300 km/h | 277 km/h | 280 km/h | 303 km/h | 240 km/h in 1250 m Höhe                                                                                                 |
| Steigzeit             | 1,8 min auf 1000 m Höhe 5,4 min auf 3000 m Höhe 9,5 min auf 5000 m Höhe 16,1 min auf 7000 m Höhe                        | 2,2 min auf 1000 m Höhe 6,6 min auf 3000 m Höhe 11,9 min auf 5000 m Höhe 21,2 min 7000 m Höhe                           | 1,9 min auf 1000 m Höhe 5,7 min auf 3000 m Höhe 10,2 min auf 5000 m Höhe 17,7 min auf 7000 m Höhe                       | 1,7 min auf 1000 m Höhe 5,2 min auf 3000 m Höhe 9 min auf 5000 m Höhe 14,6 min auf 7000 m Höhe                          | 2,3 min auf 1000 m Höhe 8,6 min auf 3000 m Höhe 19,8 min auf 5000 m Höhe                                                |
| Dienstgipfelhöhe      | 8800 m | 8250 m | 8700 m | 9300 m | 6600 m |
| theor. Gipfelhöhe     | 9200 m | 8650 m | 9000 m | 9600 m | |
| Reichweite            | 680 km | 850 km | 650 km | 640 km | 520 km |
| Bewaffnung            | 1–2 starre, synchronisierte MG bewegliches Einzel- oder Zwillings-MG bis 250 kg Bombenlast an zwei Unterflügelstationen | 1–2 starre, synchronisierte MG bewegliches Einzel- oder Zwillings-MG bis 250 kg Bombenlast an zwei Unterflügelstationen | 1–2 starre, synchronisierte MG bewegliches Einzel- oder Zwillings-MG bis 250 kg Bombenlast an zwei Unterflügelstationen | 1–2 starre, synchronisierte MG bewegliches Einzel- oder Zwillings-MG bis 250 kg Bombenlast an zwei Unterflügelstationen | 1–2 starre, synchronisierte MG bewegliches Einzel- oder Zwillings-MG bis 250 kg Bombenlast an zwei Unterflügelstationen |